# 屍人荘の殺人
『屍人荘の殺人』（しじんそうのさつじん）は、今村昌弘による日本の小説。
第27回鮎川哲也賞受賞作品。第18回本格ミステリ大賞受賞など、国内ミステリーランキング4冠を達成（#概要参照）。2021年8月時点でシリーズ累計発行部数は100万部を突破している。
大学の映画研究部の夏合宿において、合宿先のペンション・紫湛荘（しじんそう）で起きた連続殺人事件に遭遇したミステリー愛好会のメンバーが生き残りを懸けて真相を追うさまを描く。

## 概要
作家・今村昌弘のデビュー作品。第27回鮎川哲也賞の選考において、選考委員（北村薫、辻真先、加納朋子）の満場一致で受賞が決定された。ほかに「このミステリーがすごい!2018年度版」「週刊文春ミステリーベスト10」「2018 本格ミステリ・ベスト10」において第1位を獲得、そして第18回本格ミステリ大賞を受賞し、国内ミステリーランキング4冠を達成した。
今村は本作品において、殺人の手段の一つであるとともにクローズド・サークルを形成することにもなる特殊な仕掛けを組み込んだことについて、「鮎川哲也賞の過去の受賞作を読み、密室ものを書こうと考えたのが大前提であった」とし、パターンが出尽くしたといわれる密室トリックに新しい形を作ろうと考え、映画ではよく見る場面でありながら、殺人が起きたことはないのではないか、との思いつきから着想を得たと語っている。
『少年ジャンプ+』（集英社）にてミヨカワ将によるコミカライズが2019年5月25日から2021年5月15日まで連載された。
神木隆之介主演で映画化され、2019年12月13日に公開された。

## あらすじ
神紅大学ミステリ愛好会のメンバーである葉村 譲と、「神紅のホームズ」を自称するミステリ愛好会会長の明智 恭介は、同じ大学に通っていて警察にも協力して難事件を解決している「探偵少女」剣崎 比留子に誘われ、映画研究部夏合宿に参加することになる。しかし、その映画研究部の夏合宿は「男子部員たちが女子部員を襲っている」という噂があった。
合宿初日の夜、近くで開催されていたイベント「サベアロックフェス」の参加者と思われる死者たちが、ゾンビさながらの屍人となって押し寄せて、人間たちに襲いかかる。屍人たちは、肝試しに参加していたメンバーたちにも襲い掛かり、映画研究部員の下松 孝子、演劇部員の星川 麗花、神紅大学OBの出目 飛雄、そして映研メンバーの静原 美冬を助けようとした明智が犠牲となってしまう。かろうじて逃げ延びた葉村たちは、合宿先である「紫湛荘」に立てこもらざるを得ない事態になる。
翌朝、紫湛荘の一室において予告状とも取れるメモと共に、映画研究部の部長である進藤 歩が屍人に襲われたとしか思えない他殺体となって発見される。だが現場は、館の周囲を屍人に囲まれたクローズド・サークルのうえに部屋に鍵のかかった「二重の密室」であった。さらに「屍人には知性がない」ことが明らかとなり、殺害現場には屍人は入ってこれないことから推理困難な状況となってしまう。
各々注意深く行動していたが、何者かに睡眠薬を盛られたためメンバーたちは眠り込んでしまい、明朝になり神紅大学OBの立浪 波流也の遺体が発見される。立浪の遺体には、屍人に襲われたような噛み跡とともに、頭部が砕かれていた。さらに、映画研究部のOBで紫湛荘のオーナーの息子である七宮 兼光の部屋を屋上からビデオカメラを使って覗いたところ、七宮が毒殺されたことが判明する。
屍人にバリケードを突破されて2階にも入り込まれ、皆で脱出（救助依頼）に向けて協力しようとしたときに、探偵役を務める比留子が推理を述べる。比留子は消去法で1人ずつ容疑者を除外してゆき、最後に葉村と美冬の2人に絞られたところで美冬が自白した。美冬は、幼馴染であった年上の女性沙知がサークルの夏合宿で弄ばれて自殺したため、その復讐のために映研に入りこみ機会を伺っていたのだ。
美冬がすべての犯行の詳細を告白したのと同時に、屍人がバリケードを突破して雪崩れ込んできたため、一行は屋上へと退避する。そこに、屍人化した明智が現れて葉村たちに襲い掛かるが、比留子の活躍により明智は「紫湛荘」から落下する。
救助のヘリが到着して、感染経路の封じ込めに成功したこともあって、世間を騒がせたゾンビ事件は解決へと向かう。警察による封鎖作戦により、死者数は5200人強と予想されていたよりもはるかに低い被害に抑えられた。しかし映研部員の重元 充の遺体は見つからず、行方不明とされた。
かつて明智と初めて入ってクリームソーダを奢ってもらった喫茶店で、葉村は比留子から助手になるよう依頼されるが、この依頼を拒む。その後、明智亡き後のミステリ愛好会は「あどけないような大人びた雰囲気をまとった、ミステリアスな美女」が入会したことにより、明智の生前と変わらず2人のままである。

## 登場人物
※演の項は、映画版キャスト。

### 主要人物
葉村 譲（はむら ゆずる）
演 - 神木隆之介
本作品の主人公。経済学部1回生。ミステリ愛好会会員。
当初はミステリ研究会に入るつもりだったが、部員たちからミステリに対する情熱が感じられず入部を躊躇していたところに、真のミステリ好きである明智に誘われて、学校非公認のミステリ愛好会に入会。入会後に会員は明智と自分の2人だけだと知る。
中学生の頃に震災の被害に遭っており、その際負った傷が現在も頭部に残っている。
明智 恭介（あけち きょうすけ）
演 - 中村倫也
理学部3回生。ミステリ愛好会会長。自称：神紅のホームズ。リムレス眼鏡をかけている。
ミステリ愛好会の知名度を上げるべく、あらゆるサークルに「入用の時には声掛けを」と名刺を配り歩き、実際に学内で起こった事件をいくつか解決している。さらに学内だけでは飽き足らず、探偵事務所や警察にまで顔を出して事件に首をつっこもうとする。
剣崎 比留子（けんざき ひるこ）
演 - 浜辺美波
文学部2回生。横浜の名家のお嬢様。髪は肩より少し長い。髪の色は黒。身長は150センチメートルと少し。顔立ちは佳麗。
警察ですら手を焼く難事件をいくつも解決へ導いた実績を持つ、通称：探偵少女。明智が映画研究部の合宿に参加したがっているのを聞きつけ、交換条件付きで同行を求めてきた。

### 映画研究部の関係者
進藤 歩（しんどう あゆむ）
演 - 葉山奨之
芸術学部3回生。映画研究部部長。
眼鏡をかけて、真面目そうな風貌をした、痩躯の男性。第1の事件の被害者。
星川 麗花（ほしかわ れいか）
演 - 福本莉子
芸術学部3回生。演劇部部員。進藤の恋人。
緩くウェーブのかかった栗色の髪でアイドルのような愛嬌のある顔立ちをしている。
進藤に誘われ映画研究部の合宿に参加。肝試し中に屍人に襲われ、行方不明となる。
名張 純江（なばり すみえ）
演 - 佐久間由衣
芸術学部2回生。演劇部部員。
神経質。乗り物に酔いやすい。鋭い空気をまとった、理知的な印象の美人。
高木 凛（たかぎ りん）
演 - ふせえり
経済学部3回生。映画研究部部員。
姉御肌。背が高く、気が強い。ボーイッシュなショートヘアとくっきりした目鼻立ちが印象的な美女。前年の合宿にも参加。
静原 美冬（しずはら みふゆ）
演 - 山田杏奈
医学部1回生。映画研究部部員。
小柄でおとなしい性格。清楚という表現がしっくりくる黒髪の少女。
いつも高木と行動している。紫湛荘内で進藤が襲われるのを目撃し第2・第3の事件を起こした。
下松 孝子（くだまつ たかこ）
演 - 大関れいか
社会学部3回生。映画研究部部員。
明るく強か。ふわふわのパーマをかけた金髪をポニーテールにし、きっちりメイクを施している。
肝試し中に屍人に襲われ、行方不明となる。
重元 充（しげもと みつる）
演 - 矢本悠馬
理学部2回生。映画研究部部員。
特殊な映画のマニア。縁の太い眼鏡をかけた肥満気味の男。
七宮 兼光（ななみや かねみつ）
演 - 柄本時生
映画研究部OB。ペンション「紫湛荘」のオーナーの息子で、毎年映画研究部に合宿の場所として紫湛荘を提供している。父親は映像制作会社の社長でもある。
小柄。顔立ちは整っているが、肌が白く、目や口と言ったパーツが小さく、仮面でもかぶっているかのような印象を与える。
第3の事件の被害者。
出目 飛雄（でめ とびお）
演 - 塚地武雅
大学OBで、七宮の友人。前年の合宿にも参加。
ぎょろりとした目つきで、両目の間が広くモヒカンに近い髪型をしているため、魚類のように見える。
立浪 波流也（たつなみ はるや）
演 - 古川雄輝
大学OBで、七宮の友人。前年の合宿にも参加。オールバックの髪を後ろで結んでいる。ワイルドな二枚目。
第2の事件の被害者。

### その他
管野 唯人（かんの ゆいと）
演 - 池田鉄洋
紫湛荘の管理人。勤めていた東京の会社が倒産したため、去年の11月から知り合いの伝手で管理人の職を得た。
眼鏡をかけた誠実そうな雰囲気の男で、三十前後に見える。
浜坂 智教（はまさか とものり）
儀宣大学の生物学准教授。公安の家宅捜査を受けた際、研究資料と共に姿を消した。
サベアロックフェスの観客たちを自身が作成したウイルスに感染させ、バイオテロを引き起こす。
班目 栄龍（まだらめ えいたつ）
岡山の資産家。研究機関「班目機関」の創設者。

## 書誌情報

### 小説
- 今村昌弘（著） / 遠田志帆（イラスト）、東京創元社、全1巻
  - 『屍人荘の殺人』2017年10月13日初版発行[9]（10月12日発売[10]）、ISBN 978-4-488-02555-7
  - 「文庫版」2019年9月13日初版発行[11]（9月13日発売[12]）、ISBN 978-4-488-46611-4

### 漫画
- 今村昌弘（原作） / ミヨカワ将（作画） 『屍人荘の殺人』 集英社〈ジャンプコミックス〉、全4巻
  1. 2019年12月4日発売[13]、ISBN 978-4-08-882146-7
  2. 2020年5月13日発売[14]、ISBN 978-4-08-882309-6
  3. 2020年10月2日発売[15]、ISBN 978-4-08-882459-8
  4. 2021年7月2日発売[16]、ISBN 978-4-08-882704-9

## オーディオブック

### kikubon版
2018年8月にアールアールジェイが運営する「kikubon」で配信開始。朗読は浅井晴美。

### audiobook.jp版
2020年1月にオトバンクが運営する「audiobook.jp」で配信開始。
- 葉村譲 - 千葉翔也
- 明智恭介 - 藤原聖侑
- 剣崎比留子 - 黒木ほの香
- 進藤歩 - 中村純也
- 星川麗花 - 木本景子
- 名張純江 - 内山悠里菜
- 高木凛 - 國府咲月
- 静原美冬 - 杉村ちか子
- 下松孝子 - 遠野夏子
- 重元充 - いとうさとる
- 七宮兼光 - 橘龍丸
- 出目飛雄 - 光富崇雄
- 立浪波流也 - 中西伶郎
- 管野唯人 - 野田航弥
- ほか出演者  - 芦澤梨沙、狩野俊哉、桜木信也、陶國貴矢、高山絃、古川航佑、松本欣也、吉川築

## 映画
2019年12月13日より全国公開。監督は木村ひさし、主演は神木隆之介。合宿を行うサークルが異なる（原作：映画研究部、映画：ロックフェス研究会）、登場人物の年齢が異なるなど、原作とは設定の違いがある。

### キャスト
- 葉村譲：神木隆之介
- 剣崎比留子：浜辺美波[22]
- 明智恭介：中村倫也[22]
- 進藤歩：葉山奨之[24]
- 重元充：矢本悠馬[24]
- 名張純江：佐久間由衣
- 静原美冬：山田杏奈[24]
- 下松孝子：大関れいか
- 星川麗花：福本莉子
- 出目飛雄：塚地武雅（ドランクドラゴン）
- 高木凛：ふせえり
- 管野唯人：池田鉄洋
- 立浪波流也：古川雄輝
- 七宮兼光：柄本時生
- 秋山：坂口涼太郎
- 学食のおばちゃん：池谷のぶえ
- 永田裕志：永田裕志（本人役）

### スタッフ
- 原作：今村昌弘『屍人荘の殺人』（東京創元社刊）
- 監督：木村ひさし
- 脚本：蒔田光治
- 音楽：Tangerine House
- 主題歌：Perfume「再生」 (UNIVERSAL MUSIC)[25]
- 製作：市川南
- 共同製作：千葉伸大、大西繁、弓矢政法、宮崎伸夫、広田勝己、森田圭、舛田淳、長谷川晋一、吉川英作、渡辺章仁、永田勝美、田中祐介
- エグゼクティブプロデューサー：山内章弘
- プロデューサー：臼井真之介
- ラインプロデューサー：山本礼二
- 監督補：八木一介
- 撮影：葛西誉仁
- 美術：林田裕至、佐久嶋依里
- 照明：鈴木康介
- 装飾：高畠一朗
- セットデザイン：郡司英雄
- 録音：西正義
- VFXスーパーバイザー：小坂一順
- ヘアメイク：内城千栄子
- スタイリスト：望月恵
- 記録：河野ひでみ
- 編集：富永孝
- 音響効果：松井謙典
- 選曲：稲川壮
- キャスティング：田端利江
- 助監督：日高貴士
- 制作担当：道上巧矢
- プロダクション統括：佐藤毅
- 配給：東宝
- 製作プロダクション：東宝映画、ドラゴンフライエンタテインメント
- 製作：「屍人荘の殺人」製作委員会（東宝、アミューズ、博報堂、ジェイアール東日本企画、朝日新聞社、毎日新聞社、KDDI、LINE、東京創元社、日本出版販売、ローソンエンタテインメント、NTTぷらら、GYAO）

### ロケ地
熱海・姫の沢公園 姫の沢自然の家
紫湛荘の外観は、3DCGで制作されて合成されている。この建物は、2014年度の耐震診断で倒壊する危険性があることがわかり、熱海市は2018年度に「姫の沢公園自然の家」を撤廃することを決めており、建物は取り壊される予定である。

## 関連作品
- 『魔眼の匣の殺人』：『屍人荘の殺人』シリーズ第2作
2019年2月22日初版発行[26]（2月20日発売[27]）、ISBN 978-4-488-02796-4
  - 『魔眼の匣の殺人』（文庫本）
2022年8月10日初版発行[28]、創元推理文庫、ISBN 978-4-488-46612-1
- 『兇人邸の殺人』：『屍人荘の殺人』シリーズ第3作
2021年7月30日初版発行[29]（7月29日発売[3]）、ISBN 978-4-488-02845-9